# Bogdan Drăgoi
Bogdan Alexandru Drăgoi (n. 27 mai 1980, București, România) este un tehnocrat român, având dublă specializare atât în Relații Internaționale, cât și in Economie. El a fost Ministru al Finațelor publice în guvernul Mihai Răzvan Ungureanu și Secretar de Stat in cadrul Ministerului Finantelor Publice. 

## Educația:
Bogdan Drăgoi a urmat cursurile Facultății Fletcher din cadrul Universității Tufts (Boston, Massachusetts) și are dublă specializare, atât în Relații Internaționale, cât și în Economie. A absolvit ambele specializări Magna cum laude. De asemenea, este membru al Golden Key Honor Society, una dintre cele mai mari societăți studențești de onoare din lume, din care fac parte numai studenți de top, din diverse domenii. Cu peste 2 milioane de membri, din Golden Key Honor Society fac parte inclusiv personalități de vază ale lumii, printre care se numără Desmond Tutu, Elie Wiesel sau Bill Clinton.

## Cariera profesională:
După finalizarea studiilor universitare, în 2002, Bogdan Drăgoi și-a început cariera ca analist de afaceri la Londra, la compania Inquam Limited UK, care deținea Telemobil SA - ZAPP în România. Din această funcție, el s-a ocupat de preluarea Dolphin Telecom UK⁠(d) și, totodată, a participat la discuții cu Bear Stearns și Lehman Brothers pentru crearea unui fond de investiții în valoare de un milliard de euro, în domeniul telecomunicațiilor. Totodată, s-a ocupat de pregătirea planurilor de afaceri și a studiilor de fezabilitate pentru diferite oportunități de investiții ale Inquam Limited UK în Marea Britanie și Franța. În 2003, a devenit asociat în cadrul Inquam Limited UK, având ca atribuții principale obținerea finanțării de 100 de milioane de euro de pe piața financiară românească și americană în vederea extinderii rețelei Telemobil SA – ZAPP, refinanțarea liniei de credit în valoare de 25 de milioane euro pentru aceeași companie, precum și pregătirea studiului financiar privind implementarea sistemului de internet wireless în subsidiarele Inquam.
Întors în țară, în 2004, el a început să lucreze la lansarea primei platforme de televiziune digitală din România, ca vicepreședinte și acționar al FocusSat S.A. România. În cadrul companiei, a creat o rețea de distribuție formată din 500 de magazine la nivel național pentru produsele FocusSat și a introdus, pentru prima data în România, sistemul de pre-plată pe piața TV. În 2006, a vândut FocusSat (care avea 50.000 de abonați la momentul respectiv) către UPC România și Chello Media UK.
Ulterior, Bogdan Drăgoi s-a alăturat Ministerului Integrării Europene, ca consilier al ministrului unde, până în septembrie 2006, s-a ocupat de redactarea Programului Operațional Regional (alocare de 4 miliarde de euro din Fonduri Europene) și de pregătirea planurilor de afaceri pentru 90 de proiecte eligibile pentru finanțare din fonduri structurale (500 de milioane de euro).
Apoi, acesta a ocupat funcția de secretar de stat în cadrul Ministerului Finanțelor Publice (septembrie 2006 – noiembrie 2007). Din această poziție, a coordonat Departamentul de Trezorerie și Datorie Publică, fiind responsabil cu Strategia Datoriei Publice, emiterea de certificate de trezorerie și obligațiuni pe piețele de capital (internă și internațională), Departamentul de Fonduri Europene, unde a promovat cadrul legal al fondurilor UE și Departamentul ISPA, ocupându-se cu monitorizarea proiectelor co-finanțate din fonduri ISPA. De asemenea, a fost responsabil de implementarea programului PHARE și a Facilității de Tranziție pentru România și de negocierea cu Fondul European de Investiții a programului JEREMIE pentru România.
Între noiembrie 2007 și iunie 2008, a fost Director General al Departamentului Economic din cadrul Primăriei Municipiului București, unde a avut ca principale atribuții următoarele:
- Negocierea acordurilor financiare cu Instituții Financiare Internaționale

- Negocierea în numele Primăriei București a finanțării de către JIBIC a Proiectului pentru construirea rețelei de metrou care va lega centrul orașului cu Aeroportul Internațional București, în valoare de 1,3 miliarde EUR

- Coordonarea relației cu agențiile de rating (Standard Poor’s, Fitch și Moody’s)

- Elaborarea bugetului Primăriei Municipiului București aferent anului 2008 și obținerea aprobării acestuia de către Consiliul General al Municipiului București

În perioada ianuarie 2009 și februarie 2012, Bogdan Drăgoi a deținut mai multe funcții în cadrul unor companii financiare:
- CEC Bank – Membru al Consiliului de Administrație

- EXIM Bank  – Președinte al CIFGA

- Fondul Proprietatea – Membru în comisia de selecție a managerului Fondului Proprietatea, Președinte al Comitetului Reprezentanților Fondului Proprietatea SA

- Banca Europeană de Investiții – Membru al Consiliului de Administrație

- Banca de Dezvoltarea a Consiliului Europei – Membru al Consiliului de Administrație

În paralel, a fost Secretar de Stat în cadrul Ministerului Finanțelor Publice, unde a coordonat relațiile cu agențiile de rating (Standard & Poor's, Fitch și Moody's), Departamentul de Trezorerie și Datorie Publică, Departamentul de Ajutor de Stat, Departamentul de Fonduri Europene și ISPA. A fost responsabil cu negocierea cu Fondul Monetar Internațional, Comisia Europeană și Banca Mondială a Scrisorii de Intenție și a Memorandumului de Înțelegere, a negociat împrumuturile DPL și DDO cu Banca Mondială și a condus întâlnirile cu investitorii români și străini în vederea prezentării reformelor și măsurilor implementate de România.
Bogdan Drăgoi a fost numit ministru al finanțelor publice în februarie 2012, în cadrul Guvernului Mihai Răzvan Ungureanu. A condus negocierile cu Fondul Monetar Internațional, Comisia Europeană și Banca Mondială cu privire la Scrisoarea de Intenție aferentă programului de tip preventiv încheiat cu FMI și a Scrisorii de Intenție către Comisia Europeană și a înființat și supervizat departamentul de inspecție economico-financiară cu scopul monitorizării și verificării cheltuielilor realizate de către instituțiile și companiile de stat. Totodată, a coordonat grupul de lucru la nivel guvernamental însărcinat cu implementarea de politici fiscal-bugetare cu scopul prioritizării cheltuielilor bugetare, precum și activitatea Agenției Naționale de Administrare Fiscală cu scopul îmbunătățirii colectării de venituri prin implementarea unor noi măsuri. În perioada în care a fost și ministru, a fost membru al Consiliului ECOFIN și Guvernator la Banca Europeană de Investiții.
După schimbarea Guvernului Ungureanu, Bogdan Drăgoi a fost consilier prezidențial în cadrul Administrației Prezidențiale (mai 2012 – decembrie 2014). Principalele sale responsabilități au constat în:
- organizarea dialogului Președintelui României cu mediul de afaceri și colaborarea cu acesta
- menținerea legăturii cu organizațiile reprezentative ale mediului de business
- elaborarea de puncte de vedere și propuneri referitoare la proiecte de acte normative care au legătură cu domeniul de expertiză
- întocmirea unor analize și propuneri referitoare la poziția Președintelui României cu privire la problematicile mediului de afaceri intern
- reprezentarea Președintelui României, prin mandat, la reuniuni interne și internaționale pe problematici ale mediului de afaceri român și internațional.

Din martie 2015, el este membru și președinte al Consiliului de Administrație al SIF Banat-Crișana, iar din decembrie 2015 este administrator al companiilor Vrancart S.A. și Biofarm S.A.

## Premii și distincții obținute:
- Ordinul Național Steaua României – grad de Cavaler
- Ordinul Suveran al Cavalerilor de Malta – Mare Cruce pro Merito Melitensi